# Джеймс Крістенсен
Джеймс Крістенсен (англ. James Christensen; 26 вересня 1942 — 8 січня 2017) — американський ілюстратор і художник релігійного та фантастичного мистецтва.
Крістенсен народився і виріс у Калвер-Сіті, Каліфорнія. Крістенсен почав навчання в коледжі Санта-Моніки. Він навчався в Каліфорнійському університеті в Лос-Анджелесі та отримав ступінь магістра в Університеті Бригама Янга. Крістенсен почав писати олійний живопис лише після того, як почав навчатися в університеті.

## Кар'єра
Крістенсен почав свою кар'єру як незалежний ілюстратор і вчитель мистецтва в молодшій школі. Крістенсен був викладачем Університета Бригама Янга з 1976 по 1997 рік Він проводив численні покази своїх робіт по всій території США, і медіакомпанії замовляли його створення для своїх видань, таких як Time-Life Books і Omni.
Крістенсен з'явився в епізоді шоу ABC Extreme Makeover: Home Edition у 2005 році. Він створив картину, на якій член сім'ї зображений у вигляді феї. Команда дизайнерів зняла фрагмент у його студії. Майстерня Greenwich Workshop пожертвувала Двір Фей у рамці, який Крістенсен також подарував родині для кімнати.
Крістенсен сказав, що його надихали міфи, байки, фантазії та казки уяви. Він використовував багатошаровий середньовічний і ренесансний одяг і згорблені спини, що символізували тягарі, які люди несуть у житті.
Однією з його торгових марок були літаючі або плаваючі риби, і він пояснив: «На моїх картинах риба зазвичай символізує диво і мудрість. Я часто малюю рибу, що ширяє в повітрі, щоб нагадати глядачеві, що це нова реальність, що в світі існує магія». Pixar звернувся до нього з проханням проконсультуватися з мультфільму «У пошуках Немо», але він відмовився, щоб попрацювати над фрескою для Церкви Ісуса Христа Святих останніх днів.
Крістенсен намалював кілька фресок для храму в центрі міста Прово Церкви Ісуса Христа Святих останніх днів (церква Університета Бригама Янга).

### Суперечка
Книга Крістенсена «Подорож Бассетом» стала джерелом суперечок у 2006 році, коли житель міста Баунтіфул, штат Юта, вимагав вилучити книгу з обігу з відділу для молоді в бібліотеці округу Дейвіс у сусідньому Фармінгтоні, штат Юта, оскільки деякі ілюстрації були визнані занадто відвертими. Рада бібліотеки округу Дейвіс проголосувала за те, щоб книга залишилася в обігу у відділі для молоді.

## Особисте життя
Крістенсен був одружений на Керол Крістенсен, у них було п'ятеро дітей, у тому числі дві дочки-художниці, Кассандра Барні та Емілі Макфі. Він був членом Церкви Ісуса Христа Святих останніх днів. Крістенсен був співголовою Mormon Arts Foundation. Серед інших покликань у Церкві він служив єпископом приходу. Він проживав в Оремі, штат Юта, у спроектованому ним будинку, наповненому таємними ходами та скульптурами, натхненними його картинами. Крістенсен помер від раку 8 січня 2017 року.

## Нагороди
Мистецький музей Спрінгвілла назвав Крістенсена мистецьким скарбом штату Юта, одним із 100 найкращих художників штату Юта, а також отримав нагороду губернатора в галузі мистецтва від Ради мистецтв штату Юта. Він був президентом Національної академії фантастичного мистецтва.
Його роботи були представлені на обкладинці випуску Leading Edge № 41, що принесло йому нагороду Чеслі за обкладинку в 2002 році. Роботи Крістенсена з'являлися в American Illustration Annual і японській Outstanding American Illustrators. Він також отримав усі професійні мистецькі нагороди Всесвітньої конвенції наукової фантастики та кілька нагород Чеслі від Асоціації художників наукової фантастики та фентезі.